# Nagold
Nagold ist eine Stadt in Baden-Württemberg, etwa 50 Kilometer südwestlich von Stuttgart und rund 25 Kilometer nordöstlich von Freudenstadt. Sie ist nach der Kreisstadt Calw die zweitgrößte Stadt des Landkreises Calw und bildet ein Mittelzentrum für die umliegenden Gemeinden. Sie gehört zur Region Nordschwarzwald sowie zur Landschaft des Hecken- und Schlehengäu und zur Randzone der europäischen Metropolregion Stuttgart.
Seit 1. Januar 1981 ist Nagold Große Kreisstadt. Mit der Stadt Haiterbach und den Gemeinden Ebhausen und Rohrdorf ist die Stadt eine Vereinbarte Verwaltungsgemeinschaft eingegangen.

## Geographie
Nagold liegt am Rande des Schwarzwaldes zum Heckengäu in einer Talweitung beim Einfluss der Waldach in die Nagold. Die Altstadt liegt am rechten Flussufer. Am Ufer gegenüber liegt der Schlossberg mit der Ruine Hohennagold auf einer Höhe von 529,9 m ü. NHN. Im Nagoldtal ist der für den Schwarzwald charakteristische Buntsandstein angeschnitten, die Höhen bestehen überwiegend aus Muschelkalk und gehören zum Heckengäu.

### Nachbargemeinden
Die folgenden Städte und Gemeinden grenzen an die Stadt Nagold (im Uhrzeigersinn, beginnend im Osten): Jettingen und Mötzingen (beide Landkreis Böblingen), Rottenburg am Neckar (Landkreis Tübingen), Eutingen und Horb (beide Landkreis Freudenstadt) sowie Haiterbach, Rohrdorf, Ebhausen und Wildberg (alle Landkreis Calw).

### Stadtgliederung
Nagold gliedert sich in die Kernstadt (14.146 Einwohner am 30. Juni 2025) und die acht Stadtteile Emmingen (1.621 Einw.), Gündringen (886 Einw.), Hochdorf (2.258 Einw.), Iselshausen (1.507 Einw.), Mindersbach (581 Einw.), Pfrondorf (702 Einw.), Schietingen (392 Einw.) und Vollmaringen (1.790 Einw.). Die Stadtteile sind räumlich identisch mit den in der Zeit von 1939 bis 1974 nach Nagold eingegliederten Gemeinden gleichen Namens; ihre offizielle Benennung erfolgt in der Form „Nagold, …“ Die Stadtteile sind zugleich Ortschaften im Sinne der baden-württembergischen Gemeindeordnung mit jeweils eigenem Ortschaftsrat sowie dem Ortsvorsteher als dessen Vorsitzender.
Zum Stadtteil Emmingen gehören neben dem Dorf Emmingen das Gehöft Kühlenberg. Zum Stadtteil Gündringen gehören das Dorf Gündringen und das Gehöft Dürrenhardt. Die Stadtteile Hochdorf, Mindersbach, Schietingen und Vollmaringen sind identisch mit den gleichnamigen Dörfern. Zur Stadt Nagold in den Grenzen vom 31. Dezember 1970 gehören auch das Dorf Iselshausen, die Orte Rötenbach und Heilstätt, die Höfe Talhof, Waldhof und Wasserhof sowie die Häuser Burghof, Ölmühle und Rötenhöhe. Zum Stadtteil Pfrondorf gehören das gleichnamige Dorf, die Pfrondorfer Mühle und das Haus Im Tufstein.
 Im Stadtteil Gündringen liegen die Wüstungen Hohenmauren und Schönbürgen. In der Stadt Nagold im Gebietsstand vom 31. Dezember 1970 liegen zudem die Wüstungen Bassheim, Poppenhausen und Tuffingen sowie im Stadtteil Schietingen die Wüstung Bronhausen und im Stadtteil Vollmaringen die Wüstungen Birken (möglicherweise eine abgegangene Burg), Hofstätte, Kräheneck und Londorf. Dort findet sich heute noch die Londorfer Kapelle.

### Raumplanung
Nagold bildet ein Mittelzentrum innerhalb der Region Nordschwarzwald, in der die Stadt Pforzheim als Oberzentrum ausgewiesen ist. Zum Mittelbereich Nagold gehören neben der Stadt Nagold noch die Städte und Gemeinden Altensteig, Ebhausen, Egenhausen, Haiterbach, Rohrdorf, Simmersfeld und Wildberg des Landkreises Calw.

### Natur
Die reich gegliederte Landschaft ist abwechslungsreich, die steilen Talhänge zu Nagold, Waldach und Steinach sind überwiegend bewaldet. In Nagold gibt es insgesamt fünf Naturschutzgebiete: das Mindersbacher Tal im Norden, den Schlossberg (der Nagolder Hausberg in der Nagoldschlinge, unmittelbar an die Altstadt angrenzend), des Teufels Hirnschale auf dem Lemberg, den Ziegelberg und das Waldach- und Haiterbachtal, das zum Teil im Stadtgebiet liegt. Steinachtal, Waldachtal, Rötenbach und Nagoldtal sind ausgewiesene Landschaftsschutzgebiete.
In den Tälern dominieren Wiesen, auf den Höhen Ackerbau, wobei es auch noch zahlreiche artenreiche Streuobstwiesen und die für das Heckengäu typischen Feldhecken gibt.
In Nagold ist auch die baden-württembergische Staatsklenge beheimatet. Sie versorgt seit 1947 als Landesbetrieb in erster Linie die unteren Forstbehörden und Forstbaumschulen mit herkunftsgesichertem Saatgut.
Das einzige nachweisbare Vorkommen der mittlerweile in Deutschland als ausgestorben geltenden Orchideenart Spitzels Knabenkraut bundesweit war um 1900 auf dem Schlossberg.

## Geschichte

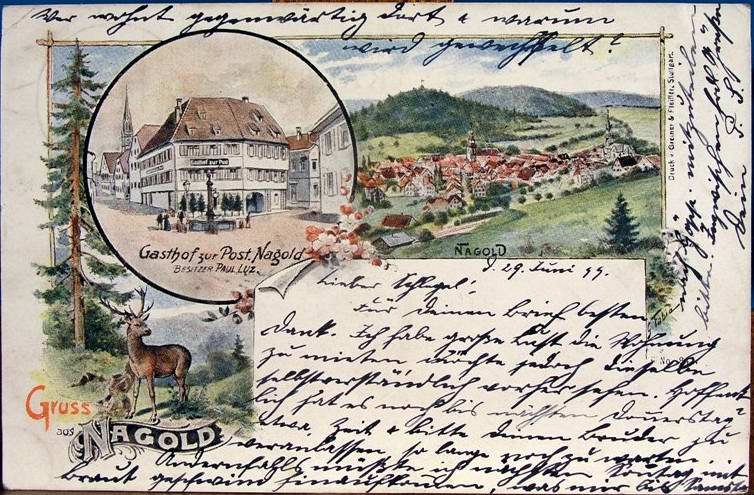
Nagold 1899

### Vorgeschichte, Antike und Mittelalter
Man geht davon aus, dass das Nagoldtal schon seit der Jungsteinzeit besiedelt ist. Auf dem Schlossberg befand sich eine frühkeltische Fürstenburg, die der Stadt womöglich den Namen gab (*Naglo-dunon, ‚Festung an der Nagold‘). Ein Machthaber aus dieser Zeit wurde vermutlich in dem Großgrabhügel im Krautbühlpark beigesetzt. In der Zeit der Römer befand sich an der heutigen Remigiuskirche ein römischer Gutshof. Unter den Alemannen dürfte eine lose Hofsiedlung nahe der Waldachmündung bestanden haben, die sich zu der Zeit der Franken, als sich um Nagold der so genannte Nagoldgau bildete, zu einem Fürstenhof mit Dorfsiedlung verdichtete. Erstmals erwähnt wird der Ort als Sitz des Nagoldgaugrafen Gerold, eines Bruders der Königin Hildegard und somit Schwagers des Kaisers Karl der Große, als villa Nagaltuna in einer Urkunde vom 3. Mai 786 (dokumentiert in einem Buch im Kloster St. Gallen). Parallel zum fränkischen Königshof bei der Remigiuskirche befand sich um das Jahr 780 vermutlich an der Stelle der um 1100 errichteten Burg Hohennagold eine frühmittelalterliche Fliehburg.
Weitere namentlich erwähnte frühe Grafen im Nagoldgau waren unter anderem Anselm (der Ältere) (um 966) und Hugo I. (um 1007).
Graf Hugo III., ein Bruder der Grafen Anselm (der Jüngere) und Sigibot, verlegte um 1078 seinen Sitz von Nagold nach Tübingen, nutzte die Burg in Nagold jedoch weiter zur Sicherung seiner Herrschaft. Graf Hugo V. von Nagold war seit 1146 der erste Pfalzgraf von Tübingen.
Mechthild, die Tochter der Pfalzgrafen Rudolf II., brachte die Burg Hohennagold als Mitgift in die Ehe mit Graf Burkhard von Hohenberg ein. Deren Tochter Gertrud wurde die Stammmutter des Hauses Habsburg. Unter den von Oberhohenberg (Burg Oberhohenberg) bei Deilingen stammenden Grafen von Hohenberg, die seit 1170 in dem zur ummauerten Stadt angewachsenen Ort auftraten, kam Nagold 1247 zur Grafschaft Hohenberg. 1260 wurde diese geteilt und Nagold wurde zum Herrschersitz der nördlichen Hälfte unter Burkhart IV. 1300 wurde die Herrschaft Nagold ebenfalls geteilt in den Nagolder und Wildberger Teil, wobei Graf Otto I. den Nagolder Teil bekam. Nach einer weiteren Teilung des Wildberger Teils verkauften die von Hohenberg ihre vier kleinen Grafschaften an verschiedene Herren, wobei Otto II. von Hohenberg-Nagold seine Grafschaft mit der Stadt Nagold 1363 an die Grafen von Württemberg veräußerte. Die anderen Grafschaften gingen unter anderem an die Pfalz und an Österreich.

### Württembergische Zeit
Das württembergische Nagold wurde bald Sitz eines Amtes, dessen Grenzen sich im Laufe der Geschichte mehrmals veränderten. Im Dreißigjährigen Krieg bekam auch Nagold nach der verlorenen Schlacht bei Nördlingen die Auswirkungen von Truppendurchzügen, Einquartierungen sowie der Pest zu spüren, so dass die Stadt am Ende des Krieges darniederlag. Die nachfolgenden Erbfolge- und Koalitionskriege spielten sich immer wieder auch um Nagold ab, so dass die Notzeiten bis nach 1800 anhielten, als 10 Jahre nach der Erhebung Württembergs zum Königreich eine Zeit der politischen Stabilität folgte. Die Stadt blieb auch nach Abschluss der Gebietsreformen 1813 Sitz des seit 1759 bestehenden Oberamts Nagold und damit Bezirksstadt. 1821 wurde das Dekanat von Wildberg nach Nagold verlegt. Bei der Einteilung des Königreichs Württemberg in vier Kreise kam Nagold zum Schwarzwaldkreis. Am 20. Juni 1872 wurde der Bahnhof Nagold eröffnet und die Stadt über die Schwarzwald- und Nagoldbahn an das Streckennetz der Württembergischen Eisenbahn angeschlossen.

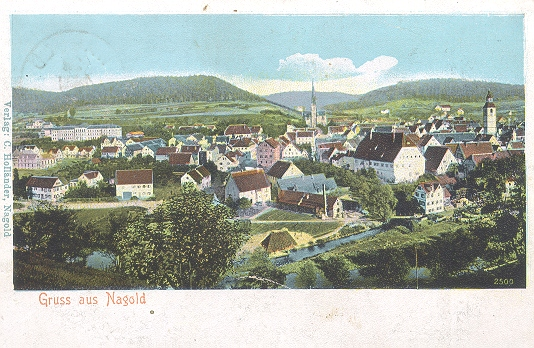
Nagold 1906

Ein katastrophales Ereignis der Nagolder Geschichte Anfang des 20. Jahrhunderts war der Einsturz des Gasthauses Hirsch am 5. April 1906. Bei dem Versuch, das Gasthaus nach dem Verfahren des Stuttgarter Unternehmers Erasmus Rückgauer anzuheben, wurde das Bauwerk instabil und brach schließlich in sich zusammen. Dabei kamen 53 Menschen ums Leben und rund 100 wurden schwer verletzt.
Schon früh war Nagold eine Hochburg der NSDAP. Bei der Reichstagswahl im Mai 1924 erreichte die NSDAP in Nagold 19,4 %, während sie im Deutschen Reich lediglich 6,5 % erhielt.
1938 wurde während der NS-Zeit in Württemberg eine Verwaltungsreform durchgeführt und im Zuge dessen das Oberamt Nagold (bzw. seit 1934 der Kreis Nagold) aufgelöst. Das Gebiet kam überwiegend zum Landkreis Calw. Der in Nagold geborene und aufgewachsene Karl Kirn (1907–1942), ein homosexueller Bildhauer mit leichter Delinquenz, wurde am 21. Dezember 1942 im KZ Natzweiler vom Arzt August Hirt ermordet.

### Nachkriegszeit
Nach dem Zweiten Weltkrieg fiel die Stadt Nagold in die Französische Besatzungszone und kam somit 1947 zum neu gegründeten Land Württemberg-Hohenzollern. 1952 ging das provisorische Nachkriegsland im Regierungsbezirk Südwürttemberg-Hohenzollern auf und gehört seither zum neuen Bundeslandes Baden-Württemberg. Mit der Kreisreform zum 1. Januar 1973 erreichte der Landkreis Calw seine heutige Ausdehnung. Der Landkreis wurde gleichzeitig Teil der neu gegründeten Region Nordschwarzwald, die dem damals neu umschriebenen Regierungsbezirk Karlsruhe zugeordnet wurde. Somit wird die ehedem württembergische Stadt Nagold nun auch von der vormals badischen Hauptstadt Karlsruhe aus verwaltet.
Auch in der Nachkriegszeit waren rechtsextreme Parteien in Nagold wieder erfolgreich. Bei der Landtagswahl 1968 wurde der Kandidat der NPD über die Zweitauszählung in den Landtag gewählt. Auch dem Kandidaten der REP gelang es 1992 und 1996, über die Zweitauszählung in den Landtag einzuziehen.
Im Jahr 1980 überschritt die Einwohnerzahl der Stadt Nagold die Marke von 20.000. Daraufhin stellte die Stadtverwaltung den Antrag auf Erhebung zur Großen Kreisstadt, dem die Landesregierung von Baden-Württemberg dann mit Wirkung zum 1. Januar 1981 entsprach.

### Eingemeindungen
Die folgenden Gemeinden wurden nach Nagold eingegliedert:
- 1939: Iselshausen
- 1. Januar 1971: Pfrondorf[11]
- 1. Dezember 1971: Gündringen, Mindersbach, Schietingen und Vollmaringen[11]
- 1. Januar 1973: Hochdorf[12]
- 1. Oktober 1974: Emmingen[13]

Die Altgemeinden Gündringen, Hochdorf, Schietingen und Vollmaringen waren bis zu ihrer Eingemeindung dem Landkreis Horb zugehörig.

### Einwohnerentwicklung
Einwohnerzahlen nach dem jeweiligen Gebietsstand. Die Zahlen sind Schätzungen, Volkszählungsergebnisse oder amtliche Fortschreibungen der jeweiligen Statistischen Ämter (nur Hauptwohnsitze).
| Jahr                 | Einwohner |
| -------------------- | --------- |
| 1639                 | 836       |
| 1697                 | 1.437     |
| 1803                 | 1.771     |
| 1823                 | 1.908     |
| 1849                 | 2.612     |
| 1. Dezember 1871     | 2.956     |
| 1. Dezember 1880 1   | 3.270     |
| 1. Dezember 1890 1   | 3.540     |
| 1. Dezember 1900 1   | 3.695     |
| 1. Dezember 1910 1   | 4.023     |
| 16. Juni 1925 1      | 3.909     |
| 16. Juni 1933 1      | 4.273     |
| 17. Mai 1939 1       | 4.573     |
| 1946                 | 5.264     |
| 13. September 1950 1 | 6.216     |
| 6. Juni 1961 1       | 8.880     |
| 27. Mai 1970 1       | 12.483    |
| 31. Dezember 1975    | 19.047    |
| 31. Dezember 1980    | 20.334    |

| Jahr              | Einwohner |
| ----------------- | --------- |
| 27. Mai 1987 1    | 19.949    |
| 31. Dezember 1990 | 21.505    |
| 31. Dezember 1995 | 22.245    |
| 31. Dezember 2000 | 22.807    |
| 31. Dezember 2005 | 22.805    |
| 31. Dezember 2010 | 22.542    |
| 31. Dezember 2011 | 21.107    |
| 31. Dezember 2015 | 21.687    |
| 31. Dezember 2020 | 22.672    |
| 15. Mai 2022      | 23.221    |

## Religionen

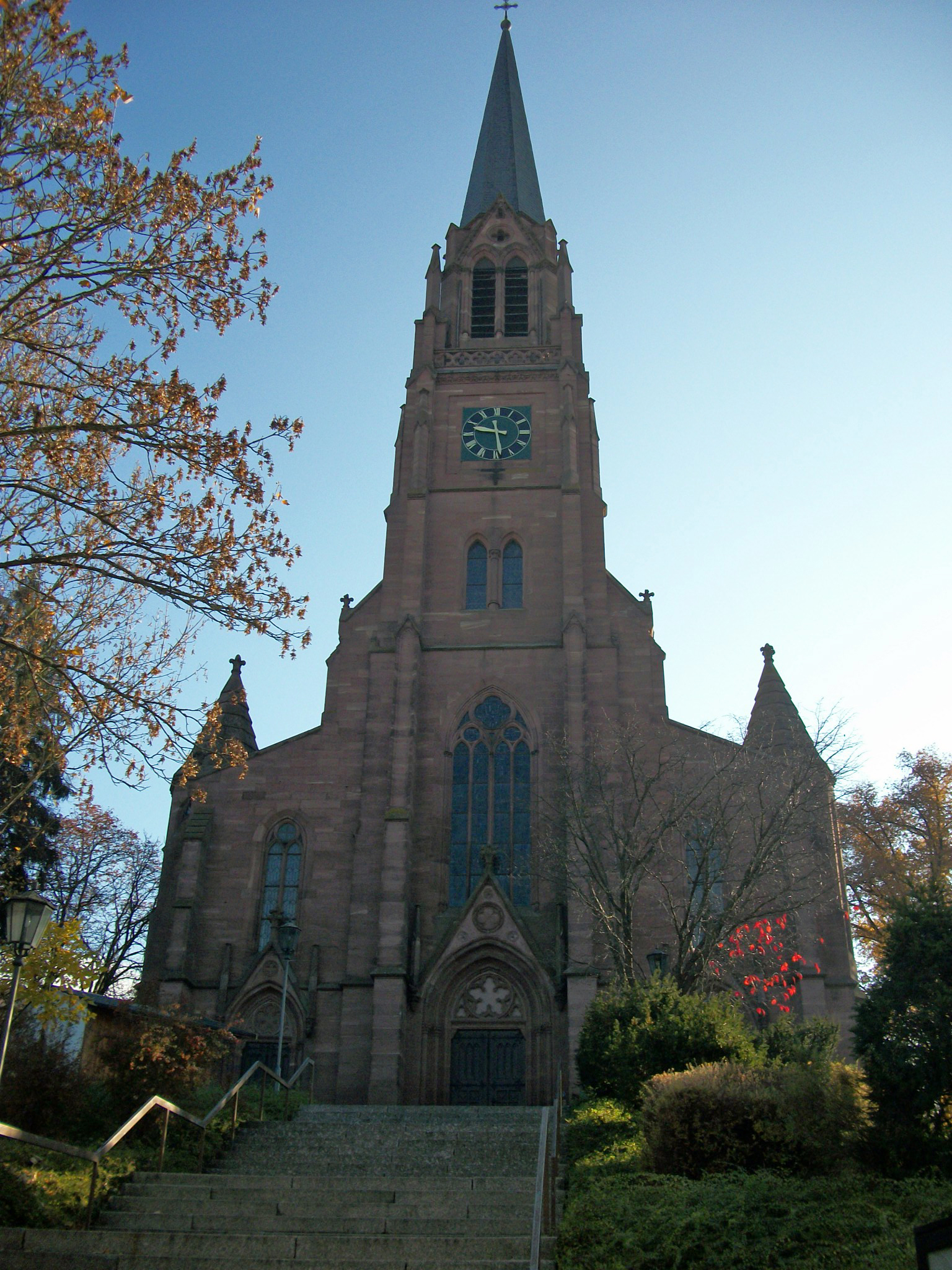
Evangelische Stadtkirche

Nagold gehörte ursprünglich zum Bistum Konstanz und war dem Archidiakonat Vor dem Walde, Landkapitel Herrenberg, unterstellt.

### Evangelische Kirche
1543 wurde in Nagold, wie zuvor bereits im gesamten damaligen Herzogtum Württemberg, die Reformation eingeführt. Die Stadt gehörte zum Dekanat Wildberg. 1821 wurde Nagold Sitz des Dekanats. Der ehemalige Kirchenbezirk Nagold umfasste in etwa das Gebiet des alten württembergischen Oberamtes Nagold mit insgesamt 34 Kirchengemeinden; er wurde zum 1. Januar 2019 mit dem seinerzeitigen Kirchenbezirk Calw zum neuen Kirchenbezirk Calw-Nagold der Prälatur Reutlingen in der Evangelischen Landeskirche in Württemberg fusioniert. Die meisten Gemeinden des Kirchenbezirks sind vom Pietismus geprägt.
Im Stadtgebiet Nagold gibt es seit dem 1. Januar 2016 die Evangelische Kirchengemeinde Nagold, bestehend aus den Bereichen der Stadt-/Johanneskirche, der Remigiuskirche und Iselshausen. Ferner gibt es Kirchengemeinden in den Stadtteilen Emmingen (Filialgemeinde von Pfrondorf), Hochdorf, Mindersbach (Filialgemeinde von Rohrdorf), Pfrondorf, Schietingen und Vollmaringen.

### Katholische Kirche
Im 19. Jahrhundert zogen auch wieder Katholiken nach Nagold. Sie gründeten die Pfarrei St. Peter und Paul, die 1905 ihre Kirche erbauen und 1907 weihen konnte und heute für die Kernstadt Nagold und die Stadtteile Iselshausen, Emmingen, Mindersbach und Pfrondorf sowie für einige benachbarte Gemeinden zuständig ist. Weitere Pfarrgemeinden im Stadtgebiet sind St. Remigius Gündringen (Kirche aus dem 19. Jahrhundert) für die Stadtteile Gündringen, Hochdorf und Schietingen sowie St. Georg Vollmaringen (Kirche von 1845/47) für Vollmaringen und die Nachbargemeinde Mötzingen. Alle genannten Pfarrgemeinden bilden mit drei weiteren Pfarrgemeinden in Wildberg, Rohrdorf und Altensteig den Gemeindebund Oberes Nagoldtal der Seelsorgeeinheit 1 im Dekanat Calw der Diözese Rottenburg-Stuttgart. Leitender Pfarrer war seit Ende Oktober 2012 bis Oktober 2021 Holger Winterholer, der auch Dekan von Calw war. Dekan Holger Winterholer wurde im Oktober 2021 neuer Domkapitular im Domkapitel zum Heiligen Martinus in Rottenburg.

### Sonstige Religionsgemeinschaften
Neben den Gemeinden der Evangelischen Landeskirche und den römisch-katholischen Gemeinden in Nagold gibt es auch Gemeinden, die zu Freikirchen gehören, darunter eine Gemeinde der Evangelisch-methodistischen Kirche, die Volksmission, Siebenten-Tags-Adventisten und die Christusgemeinde Nagold.
Zudem gibt es jeweils eine Gemeinde der Neuapostolischen Kirche und der Zeugen Jehovas.
Auch der Islam ist in Nagold mit drei Gemeinden vertreten.

### Konfessionsstatistik
In Prozent verteilten sich die Konfessionen mit Stand Juni 2010 wie folgt:
| Konfession         | Anteil (in %) |
| ------------------ | ------------- |
| evangelisch        | 42,4          |
| römisch-katholisch | 26,8          |
| sonstige           | 0,4           |
| ohne Angabe        | 30,4          |

Die Anteile der Katholiken und Protestanten sind seitdem erheblich kleiner geworden. Derzeit (Stand: 30. Juni 2025) verteilen sich die Konfessionen wie folgt:
| Konfession         | Anteil (in %) |
| ------------------ | ------------- |
| evangelisch        | 30,5          |
| römisch-katholisch | 21,0          |
| sonstige           | 2,2           |
| ohne Angabe        | 46,3          |

## Politik

### Gemeinderat
Der Gemeinderat der Stadt Nagold besteht aus 26 (jeweils für fünf Jahre gewählten) Ratsmitgliedern und dem Oberbürgermeister als seinem Vorsitzenden. Der Oberbürgermeister ist im Gemeinderat stimmberechtigt.
Die Kommunalwahl am 9. Juni 2024 führte zu folgendem vorläufigen Endergebnis.
| Parteien und Wählergemeinschaften | Parteien und Wählergemeinschaften           | % 2024  | Sitze 2024 | % 2019 | Sitze 2019 | Kommunalwahl 2024 %3020100 28,55 %25,30 %16,05 %8,91 %5,88 %14,37 %0,95 %n. k. % FWVCDUSPDGrüneFDPAfDJPKLinkeGewinne und Verlusteim Vergleich zu 2019 %p 8 6 4 2 0 −2 −4 −6 −8+1,15 %p+1,70 %p−1,55 %p−6,49 %p−1,92 %p+7,67 %p+0,95 %p−1,6 %pFWVCDUSPDGrüneFDPAfDJPKLinke |
| FWV                               | Freie Wählervereinigung                     | 28,55   | 7          | 27,4   | 7          | Kommunalwahl 2024 %3020100 28,55 %25,30 %16,05 %8,91 %5,88 %14,37 %0,95 %n. k. % FWVCDUSPDGrüneFDPAfDJPKLinkeGewinne und Verlusteim Vergleich zu 2019 %p 8 6 4 2 0 −2 −4 −6 −8+1,15 %p+1,70 %p−1,55 %p−6,49 %p−1,92 %p+7,67 %p+0,95 %p−1,6 %pFWVCDUSPDGrüneFDPAfDJPKLinke |
| CDU                               | Christlich Demokratische Union Deutschlands | 25,30   | 7          | 23,6   | 6          | Kommunalwahl 2024 %3020100 28,55 %25,30 %16,05 %8,91 %5,88 %14,37 %0,95 %n. k. % FWVCDUSPDGrüneFDPAfDJPKLinkeGewinne und Verlusteim Vergleich zu 2019 %p 8 6 4 2 0 −2 −4 −6 −8+1,15 %p+1,70 %p−1,55 %p−6,49 %p−1,92 %p+7,67 %p+0,95 %p−1,6 %pFWVCDUSPDGrüneFDPAfDJPKLinke |
| SPD                               | Sozialdemokratische Partei Deutschlands     | 16,05   | 4          | 17,6   | 5          | Kommunalwahl 2024 %3020100 28,55 %25,30 %16,05 %8,91 %5,88 %14,37 %0,95 %n. k. % FWVCDUSPDGrüneFDPAfDJPKLinkeGewinne und Verlusteim Vergleich zu 2019 %p 8 6 4 2 0 −2 −4 −6 −8+1,15 %p+1,70 %p−1,55 %p−6,49 %p−1,92 %p+7,67 %p+0,95 %p−1,6 %pFWVCDUSPDGrüneFDPAfDJPKLinke |
| GRÜNE                             | Bündnis 90/Die Grünen                       | 8,91    | 2          | 15,4   | 4          | Kommunalwahl 2024 %3020100 28,55 %25,30 %16,05 %8,91 %5,88 %14,37 %0,95 %n. k. % FWVCDUSPDGrüneFDPAfDJPKLinkeGewinne und Verlusteim Vergleich zu 2019 %p 8 6 4 2 0 −2 −4 −6 −8+1,15 %p+1,70 %p−1,55 %p−6,49 %p−1,92 %p+7,67 %p+0,95 %p−1,6 %pFWVCDUSPDGrüneFDPAfDJPKLinke |
| FDP                               | Freie Demokratische Partei                  | 5,88    | 2          | 7,8    | 2          | Kommunalwahl 2024 %3020100 28,55 %25,30 %16,05 %8,91 %5,88 %14,37 %0,95 %n. k. % FWVCDUSPDGrüneFDPAfDJPKLinkeGewinne und Verlusteim Vergleich zu 2019 %p 8 6 4 2 0 −2 −4 −6 −8+1,15 %p+1,70 %p−1,55 %p−6,49 %p−1,92 %p+7,67 %p+0,95 %p−1,6 %pFWVCDUSPDGrüneFDPAfDJPKLinke |
| AfD                               | Alternative für Deutschland                 | 14,37   | 4          | 6,7    | 2          | Kommunalwahl 2024 %3020100 28,55 %25,30 %16,05 %8,91 %5,88 %14,37 %0,95 %n. k. % FWVCDUSPDGrüneFDPAfDJPKLinkeGewinne und Verlusteim Vergleich zu 2019 %p 8 6 4 2 0 −2 −4 −6 −8+1,15 %p+1,70 %p−1,55 %p−6,49 %p−1,92 %p+7,67 %p+0,95 %p−1,6 %pFWVCDUSPDGrüneFDPAfDJPKLinke |
| J.P.K.                            | Jung.Progressiv.Kollektiv.                  | 0,95    | 0          | –      | –          | Kommunalwahl 2024 %3020100 28,55 %25,30 %16,05 %8,91 %5,88 %14,37 %0,95 %n. k. % FWVCDUSPDGrüneFDPAfDJPKLinkeGewinne und Verlusteim Vergleich zu 2019 %p 8 6 4 2 0 −2 −4 −6 −8+1,15 %p+1,70 %p−1,55 %p−6,49 %p−1,92 %p+7,67 %p+0,95 %p−1,6 %pFWVCDUSPDGrüneFDPAfDJPKLinke |
| LINKE                             | Die Linke                                   | –       | –          | 1,6    | 0          | Kommunalwahl 2024 %3020100 28,55 %25,30 %16,05 %8,91 %5,88 %14,37 %0,95 %n. k. % FWVCDUSPDGrüneFDPAfDJPKLinkeGewinne und Verlusteim Vergleich zu 2019 %p 8 6 4 2 0 −2 −4 −6 −8+1,15 %p+1,70 %p−1,55 %p−6,49 %p−1,92 %p+7,67 %p+0,95 %p−1,6 %pFWVCDUSPDGrüneFDPAfDJPKLinke |
| gesamt                            | gesamt                                      | 100,0   | 26         | 100,0  | 26         | Kommunalwahl 2024 %3020100 28,55 %25,30 %16,05 %8,91 %5,88 %14,37 %0,95 %n. k. % FWVCDUSPDGrüneFDPAfDJPKLinkeGewinne und Verlusteim Vergleich zu 2019 %p 8 6 4 2 0 −2 −4 −6 −8+1,15 %p+1,70 %p−1,55 %p−6,49 %p−1,92 %p+7,67 %p+0,95 %p−1,6 %pFWVCDUSPDGrüneFDPAfDJPKLinke |
| Wahlbeteiligung                   | Wahlbeteiligung                             | 57,36 % | 57,36 %    | 53,6 % | 53,6 %     | |

Zu seiner Entlastung und zur Vorberatung seiner Beschlüsse hat der Gemeinderat drei beschließende Ausschüsse gebildet und diese ermächtigt, über bestimmte Angelegenheiten selbständig an seiner Stelle zu entscheiden. Diese sind: der Verwaltungsausschuss (8 Gemeinderäte), der Technische Ausschuss (9 Gemeinderäte), der Kultur-, Umwelt- und Sozialausschuss (9 Gemeinderäte). Zu bestimmten Angelegenheiten (so zum Thema „Umwelt“) werden sachkundige Einwohner zur Beratung hinzugezogen. Vorsitzender der beschließenden Ausschüsse ist der Oberbürgermeister.

### Landtagswahl 2016
Die Bürger stimmten bei der Landtagswahl 2016 wie folgt ab:
| CDU   | 28,2 % | 2889 Stimmen |
| SPD   | 18,0 % | 1847 Stimmen |
| GRÜNE | 19,4 % | 1991 Stimmen |
| FDP   | 9,0 %  | 928 Stimmen  |
| AfD   | 20,0 % | 2047 Stimmen |

Alle anderen Parteien haben die Fünf-Prozent-Hürde nicht erreicht.
| Wahlberechtigte   | 15.414 |
| Wähler            | 10.390 |
| Wahlbeteiligung   | 67,4 % |
| gültige Stimmen   | 10.256 |
| ungültige Stimmen | 134    |

### Bundestagswahl 2017
Die Bürger stimmten bei der Bundestagswahl 2017 wie folgt ab:
| CDU   | 36,4 % | 4191 Stimmen |
| SPD   | 13,9 % | 1601 Stimmen |
| GRÜNE | 9,4 %  | 1089 Stimmen |
| FDP   | 13,8 % | 1589 Stimmen |
| AfD   | 17,6 % | 2024 Stimmen |
| LINKE | 5,2 %  | 602 Stimmen  |

Alle anderen Parteien haben die Fünf-Prozent-Hürde nicht erreicht.
| Wahlberechtigte   | 15.588 |
| Wähler            | 11.704 |
| Wahlbeteiligung   | 75,1 % |
| gültige Stimmen   | 11.527 |
| ungültige Stimmen | 177    |

### Landtagswahl 2021
Die Bürger stimmten bei der Landtagswahl 2021 wie folgt ab:
| CDU   | 27,46 % | 2536 Stimmen |
| SPD   | 8,10 %  | 748 Stimmen  |
| GRÜNE | 26,27 % | 2426 Stimmen |
| FDP   | 10,72 % | 990 Stimmen  |
| AfD   | 15,99 % | 1477 Stimmen |
| FW    | 5,49 %  | 507 Stimmen  |

Alle anderen Parteien haben die Fünf-Prozent-Hürde nicht erreicht.
| Wahlberechtigte   | 15.662          |
| Wähler            | 9.311           |
| Wahlbeteiligung   | 59,45 %         |
| gültige Stimmen   | 9.235 ≙ 99,18 % |
| ungültige Stimmen | 76 ≙ 0,82 %     |

### Bürgermeister

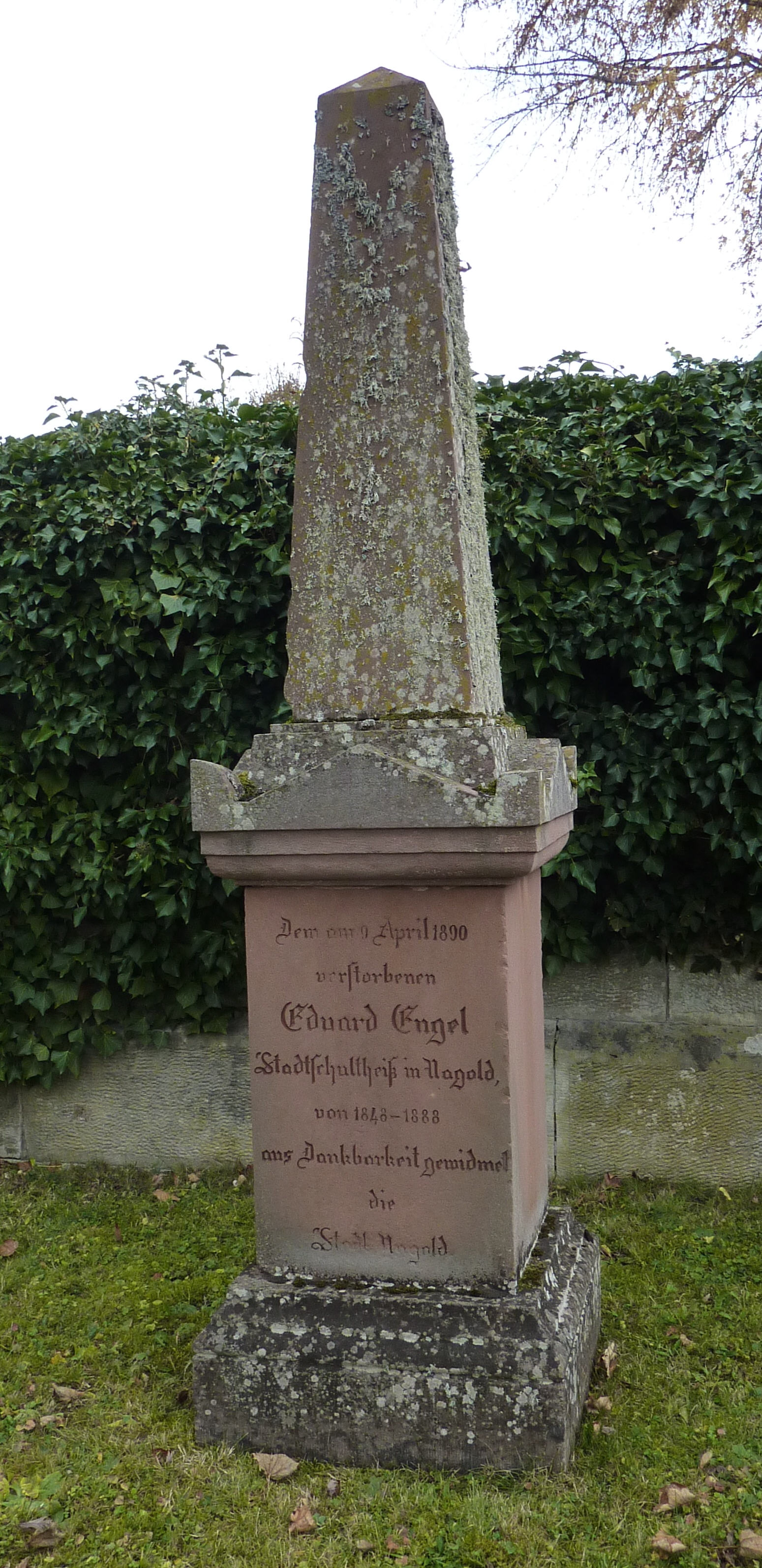
Grabmal für Eduard Engel auf dem Friedhof bei der Remigiuskirche

An der Spitze der Stadt stand in früherer Zeit der Vogt oder Amtmann als Vertreter des Landesherrn. Seit 1386 ist ein Schultheiß nachgewiesen (ab 1819 wurden die Schultheißen frei gewählt), in Städten trug er zunächst den Titel Stadtschultheiß. 1930 wurde die Bezeichnung durch Bürgermeister ersetzt. Seit der Erhebung zur Großen Kreisstadt zum 1. Januar 1981 trägt Nagolds Stadtoberhaupt die Amtsbezeichnung Oberbürgermeister. Sein Stellvertreter ist der Erste Beigeordnete mit der Amtsbezeichnung Bürgermeister; ab dem 1. Juli 2005 hatte dieses Amt Johannes Arnold inne, bevor er am 24. Juli 2011 zum Oberbürgermeister der Großen Kreisstadt Ettlingen (Landkreis Karlsruhe) gewählt wurde. Zu seinem Nachfolger wählte der Nagolder Gemeinderat am 7. Februar 2012 Hagen Breitling.
Bürgermeister bis 1981
- 1617–1623: Hans Nestlin
- 1819–1828: Konrad Greiner
- 1828–1848: Gottlieb Fuchsstatt
- 1848–1888: Eduard Friedrich Engel
- 1888–1913: Friedrich Brodbeck
- 1913–1945: Hermann Maier, NSDAP (ab 1933)
- 1945–1946: Walter Wolf
- 1946–1974: Eugen Breitling, CDU
- 1974–1981: Joachim Schultis, CDU

Oberbürgermeister ab 1981
- 1981–1992: Joachim Schultis, CDU
- 1992–2008: Rainer Prewo, SPD
- seit 2008: Jürgen Großmann, CDU

Am 28. September 2008 wurde Jürgen Großmann mit 51,4 % der gültigen Stimmen bereits im ersten Wahlgang zum Oberbürgermeister gewählt. Bei der Oberbürgermeisterwahl am 9. Oktober 2016 wurde er bei einer Wahlbeteiligung von 20,57 % mit 97,50 % der abgegebenen Stimmen erneut zum Oberbürgermeister von Nagold gewählt. Bei der Oberbürgermeisterwahl am 22. September 2024 wurde er mit 95,5 % der Stimmen bei einer Wahlbeteiligung von 16,32 % für eine dritte Amtszeit wiedergewählt.

### Wappen von Nagold
Blasonierung

„Geteilt von Silber und Rot, belegt mit einem blauen Passionsnagel mit facettiertem Kopf.“ Die Stadtflagge ist weiß-rot.
Beschreibung

Das geteilte Wappen wurde von den früheren Ortsherren, den Grafen von Hohenberg übernommen. Der Nagel ist erstmals 1592 nachweisbar und gilt als redendes Wappen. Wappen und Flagge werden so wohl schon viele Jahrhunderte geführt, die heutige Form wurde 1977 festgelegt.

### Wappen der Ortsteile

Iselshausen
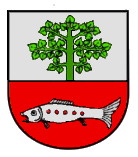
Pfrondorf
Gündringen
Mindersbach
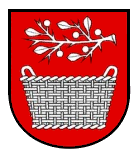
Schietingen
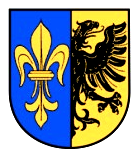
Vollmaringen
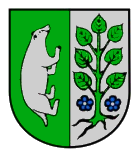
Hochdorf
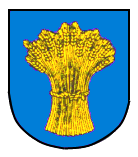
Emmingen

### Städtepartnerschaften
- Longwy, Region Grand Est, Frankreich (seit 1967)
- Jesenice, Slowenien (seit 1994)

## Wirtschaft und Infrastruktur

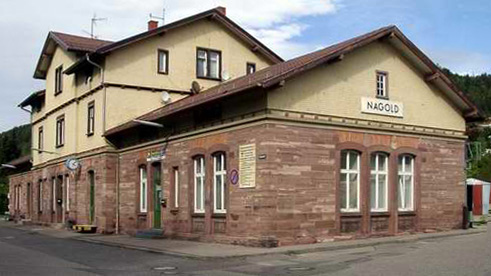
Bahnhof Nagold

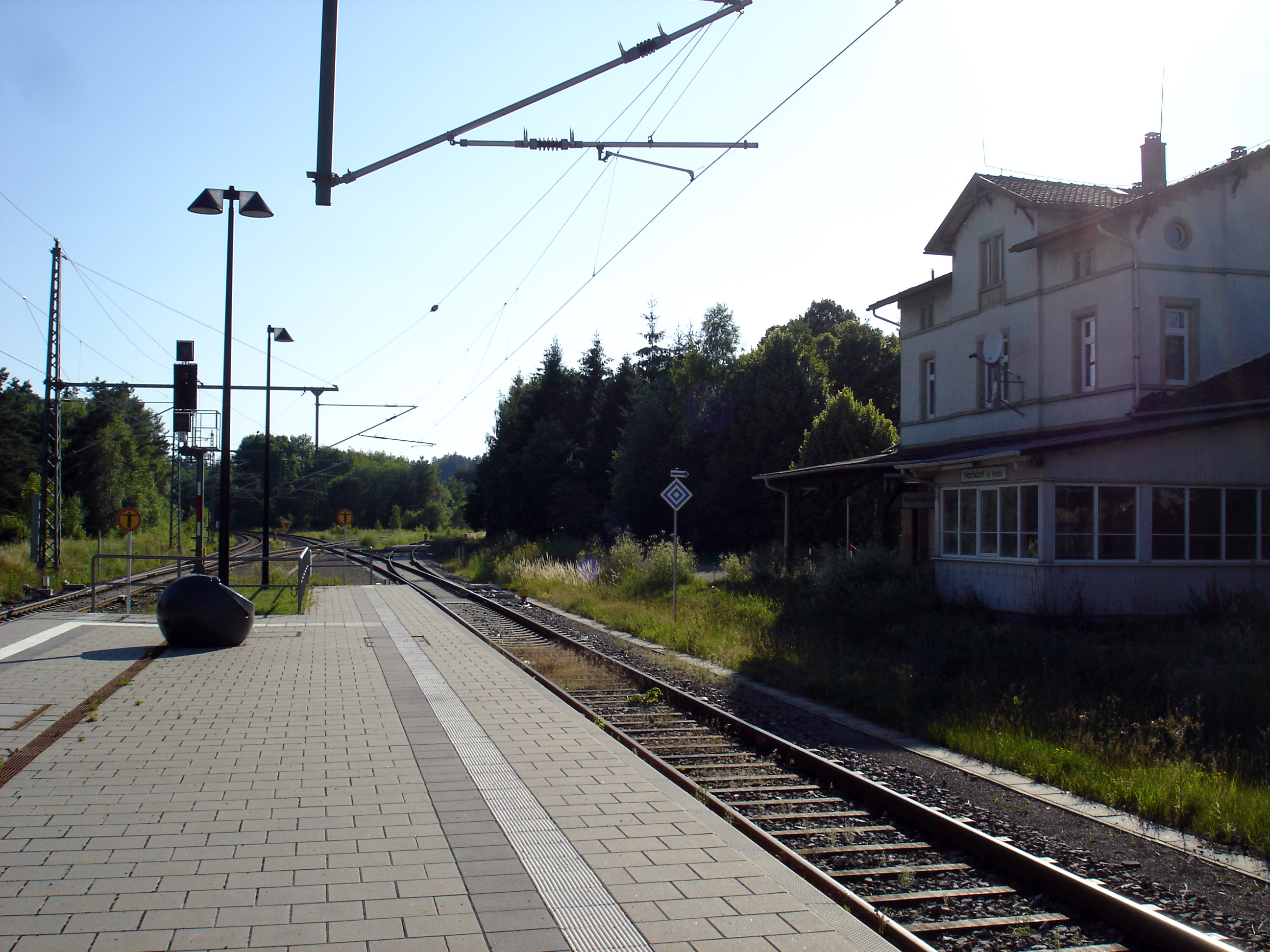
Bahnhof Hochdorf

### Verkehr
Nagold ist von der Bundesautobahn 81 (Stuttgart–Singen) über die Ausfahrt Rottenburg am Neckar oder die Ausfahrt Gärtringen auf Straßenverbindungen ohne Ortsdurchfahrten zu erreichen. Von Gärtringen über Herrenberg auf der Landesstraße L1362 bzw. L362 (bis 2018 als Bundesstraße 28 eingestuft), die auf dem 500 m langen Nagolder Viadukt über das Tal führt. Eine Bundesstraße im Stadtgebiet ist die Nord-Süd-Verbindung der B 463 Calw – Horb – Rottweil.
Nagold liegt an der Nagoldtalbahn von Pforzheim nach Horb am Neckar und weiter nach Tübingen. Neben der Station „Bahnhof“ gibt es die Haltepunkte Stadtmitte, Steinberg und Iselshausen.
Am Rande des Stadtteils Hochdorf liegt der Bahnhof Hochdorf (b Horb), der von der Nagoldtalbahn (Kulturbahn) und durch die Stadtbahnlinie S8 Karlsruhe–Freudenstadt–Eutingen im Gäu und den Regionalexpress Stuttgart–Freudenstadt bedient wird.
In Horb (in Richtung Zürich), Pforzheim (in Richtung Karlsruhe) und Stuttgart bestehen Anschlussmöglichkeiten an das Bahnfernverkehrsnetz.
Das Altensteigerle war eine 15,1 km lange Schmalspurbahn (Spurweite 1000 mm), die in Nagold ihren Ausgangspunkt hatte und nach Altensteig führte. Sie wurde 1891 eröffnet und 1967 stillgelegt.
Neben dem Stadtverkehr verbinden Regionalverkehrsbuslinien Nagold mit Altensteig, Altingen, Ammerbuch, Bondorf, Calw, Egenhausen, Ebhausen, Eutingen, Gäufelden, Haiterbach, Herrenberg, Horb, Jettingen, Mötzingen, Nebringen, Gäufelden und Wildberg. Für die Strecken im Landkreis Calw und in die Nachbargemeinden Jettingen und Mötzingen (im Landkreis Böblingen) gilt der Tarif des Verkehrsgesellschaft des Landkreises Calw (VGC-Verbund), Die Schnellbuslinie X77 verbindet Nagold und das obere Nagoldtal regelmäßig mit dem Bahnhof Herrenberg, dem Endhaltepunkt der S-Bahn-Linie 1, die über Stuttgart ins obere Neckartal führt. Seit Anfang 2016 sind die Buslinien zwischen Nagold/Altensteig und dem Gebiet des Stuttgarter Verkehrsverbunds (VVS) in den VVS-Tarif einbezogen. Er gilt bei Einstieg in die Buslinien 770 bis 778 und X77 mit Fahrtziel im VVS-Gebiet, nicht jedoch im Binnenverkehr der VGC, zu dem auch die Nachbargemeinden Jettingen und Mötzingen zählen. In Herrenberg, Bondorf und Nebringen besteht Anschluss an die Bahnstrecke Stuttgart–Horb, in Altingen Anschluss an die Ammertalbahn (Herrenberg–Tübingen).
Die Stadtverkehrslinien zum Lemberg (Realschule, Gertrud-Teufel-Seniorenzentrum, Kreiskrankenhaus), zum Steinberg und Industriegebiet Wolfsberg sowie zum Kernen verkehren unter der Woche im Halbstundentakt. Auch Emmingen, Pfrondorf und Mindersbach haben einen Taktverkehr. Die südlichen Stadtteile Gündringen, Hochdorf, Schietingen und Vollmaringen werden von RVS SüdwestBus mit den Linien 7400 und 7405 bedient.
Durch Alltagsrouten aus dem Radnetz Baden-Württemberg ist Nagold
- über Wildberg mit Calw,
- über die Stadtteile Iselshausen, Gündringen und Schietingen mit Horb,
- zwischen den Horber Stadtteilen Talheim und Altheim abzweigend über Schopfloch und Dornstetten mit Freudenstadt und
- über Unterjettingen mit Herrenberg verbunden.

Zudem verläuft als Landes-Radfernweg der Heidelberg-Schwarzwald-Bodensee-Radweg durch Nagold, der insgesamt von Heidelberg nach Radolfzell führt.
Etwa 4 km südwestlich des Zentrums liegt das Segelfluggelände Haiterbach-Nagold.

### Medien
In Nagold gibt es eine Geschäftsstelle der Tageszeitung Schwarzwälder Bote. Dieser berichtet über das lokale Geschehen in Stadt und Umland.
Seit 1997 gibt es ein Anzeigenblatt mit Geschäftsstelle und Redaktion in Nagold, die Nagold-Altensteiger Woche, die mit der Sindelfinger Zeitung/Böblinger Zeitung verbunden ist. Die NAWo erscheint im Oberen Nagoldtal donnerstags (im Fall eines Feiertags: freitags) mit einer Auflage von 27.700 Exemplaren.
1981 diente Nagold als Kulisse für den ZDF-Fernsehfilm Knittels Scheidung mit Volkert Kraeft in der Hauptrolle.

### Öffentliche Einrichtungen

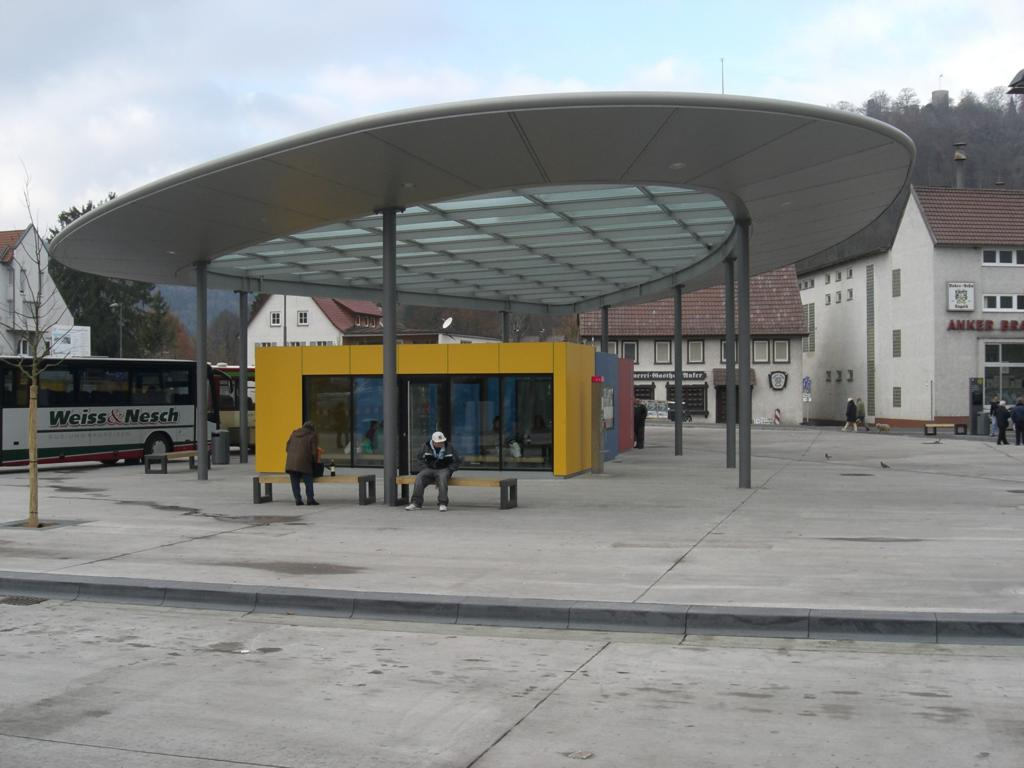
Neuer Busbahnhof Nagold

In Nagold befindet sich eine Außenstelle des Landratsamts Calw (unter anderem Kfz-Zulassungsstelle) und eine Agentur für Arbeit. Ferner gibt es ein Amtsgericht, das zum Landgerichtsbezirk Tübingen und zum OLG-Bezirk Stuttgart gehört.
Die Industrie- und Handelskammer Nordschwarzwald unterhält eine Geschäftsstelle und ein Bildungszentrum in der Lise-Meitner-Straße im Gewerbegebiet Wolfsberg.

### Bildung
In Nagold befindet sich der Campus der Berufsbildungseinrichtung Texoversum LDT mit Sitz in Reutlingen. Die Stadt ist Träger eines allgemein bildenden Gymnasiums (Otto-Hahn-Gymnasium), einer Realschule (Christiane-Herzog-Realschule) und einer Förderschule (Burgschule). Darüber hinaus gibt es eine Gemeinschaftsschule (GMS Zellerschule) sowie sechs Grundschulen (Wiestalschule Emmingen mit Außenstelle Kernenschule und Grundschulförderklasse in Nagold, Lembergschule und je eine Grundschule in den Stadtteilen Hochdorf, Iselshausen und Vollmaringen), ebenfalls in Trägerschaft der Stadt.
Der Landkreis Calw ist Träger der drei Beruflichen Schulen, der Gewerblichen Schule Nagold (unter anderem mit vierzügigem Technischem Gymnasium), der Annemarie-Lindner-Schule (Hauswirtschaftliche Schule) (unter anderem mit Sozialwissenschaftlichem Gymnasium und Fachschule für Sozialpädagogik) und der Kaufmännischen Schule Nagold (unter anderem mit Wirtschaftsgymnasium).
Von 1881 bis 1991 war Nagold Standort eines Lehrerseminars bzw. Aufbaugymnasiums.

### Ehemaliger Bundeswehrstandort
1959 wurde Nagold nach Errichtung der Eisberg-Kaserne Garnisonsstadt der neu gegründeten Bundeswehr. In diesem Zusammenhang erlangte die Stadt 1963 bundesweite Bekanntheit durch den Skandal um die „Schleifer von Nagold“. Bis 1996 waren in Nagold Fallschirmjäger- und Luftlandeeinheiten der Luftlandebrigade 25 (Schwarzwaldbrigade) stationiert. Es handelt sich um die Fallschirmjägerbataillone 252 und 253.
Das 1998 freigewordene Kasernengelände wurde zur Industrie- und Gewerbefläche umgewidmet und von der Bundesanstalt für Immobilienaufgaben sowie seit 2003 auch vom damals gegründeten interkommunalen Zweckverband ING Park Industriepark Nagold Gäu vermarktet. 2010 waren die 25 ha Kasernengelände samt Gebäuden komplett verkauft. Der Zweckverband erschloss auf angrenzenden landwirtschaftlichen Flächen weitere 40 Hektar, die unter INGpark vermarktet wurden; 2019 beschloss der Zweckverband, weitere 23 ha Fläche für die Erweiterung des Industrieparks zu erschließen.

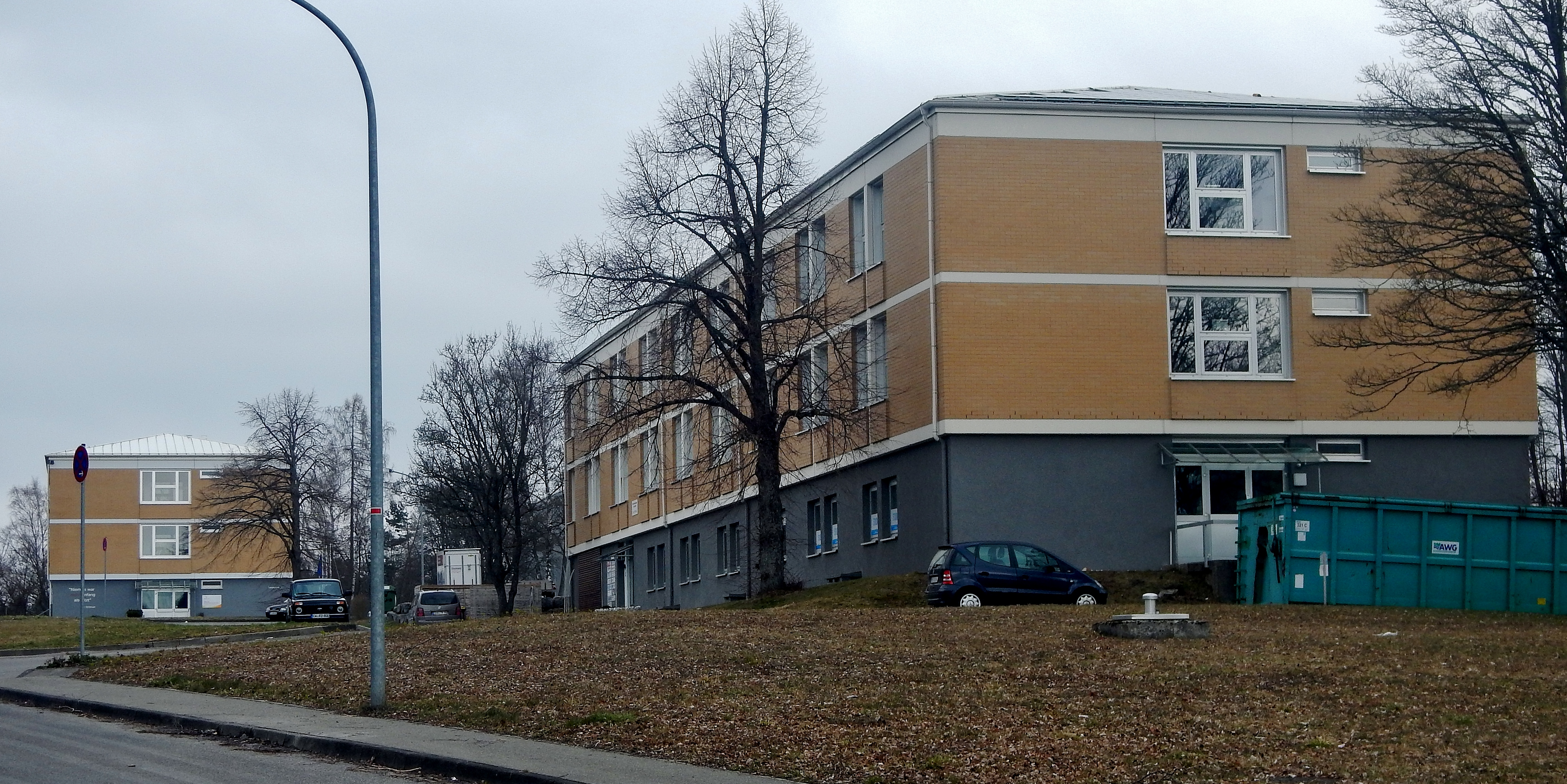
Gebäude der ehemaligen Eisbergkaserne

## Kirchen

### Evangelische Kirchen

#### Emmingen
Die Oswaldkirche Emmingen entstand im Jahr 1778 durch den Anbau des Kirchenschiffs an eine Kapelle aus dem 14./15 Jahrhundert, deren Grundbestand noch den heutigen Chor bildet. Oberbaurat Heinrich Dolmetsch renovierte sie 1895 und vermittelte die Anschaffung und den Einbau der zuvor in der anglikanischen (jetzt altkatholischen) Kirche am Stuttgarter Katharinenplatz 1868 eingebauten neugotischen Kanzel gegenüber der dreiseitigen Empore. Bei der Renovierung 1929 durch den Stuttgarter Architekt Werner Klatte konnte eine West-Erweiterung des Langhauses, der Anbau einer Sakristei und die Farbverglasung der Chorfenster verwirklicht werden. Rudolf Yelin d. J. versah zwei Maßwerkfenster (das mittlere wurde für die Platzierung der Chororgel geschlossen) mit Glasgemälden der vier Evangelisten und ihrer Symbole.

#### Hochdorf
Die gotische Michaelskirche Hochdorf fällt durch ihren eleganten achteckigen Turmhelm auf quadratischem Turm auf. Aus den Jahren 1881, 1935, 1955 und um 2010 sind Renovierungen bekannt, wobei 1955 die bis in den Chor reichende Empore (mit Orgel) entfernt und eine neue Orgel zunächst im Chor aufgestellt, bei der jüngsten Renovierung und durchgreifenden Modernisierung allerdings entfernt wurde. Die drei Farbfenster im 3/8-geschlossenen Chor schuf 1935 der Bietigheimer Künstler Adolf Hess (1893–1953): Glaube, Liebe und Hoffnung (1 Kor 13,13 ) sind im Farbendreiklang Grün (Hoffnung: Bergpredigt und Nachfolge – links), Rot (Liebe: Passion und Auferstehung – Mitte) und Blau (Treue und Glaube: Geburt und Taufe Jesu – rechts) dargestellt. Von ungefähr 1900 sind noch das frühere Chormittelfenster (Einladender Christus) und ein Ornamentfenster erhalten.

#### Iselshausen
Die Jakobuskirche Iselshausen wurde 1757 anstelle einer Vorgängerkirche von 1395 errichtet. Sie trägt für die Glocken im Westen einen hohen Dachreiter. Das Innere ist mit bauzeitlichen Apostelgemälden an der Emporenbrüstung geschmückt.

#### Mindersbach
Die kleine Kirche Mindersbach wurde 1777 in klassizistischem Stil mit westlichem Dachreiter erbaut.

#### Nagold
- Remigiuskirche: Sie ist die älteste der Nagolder Kirchen und steht auf einem ehemaligen römischen Gutshof. Ein erster alemannischer Kirchbau existierte hier bereits um 680. Die heutige Kirche entstand ab dem Jahr 773 und ist romanisch mit gotischen Veränderungen und Erweiterungen (z. B. der erweiterte Chorraum und die Taufkapelle). Noch heute sind im Chorbogen römische Säulen zu sehen, die zum Bau der Kirche verwendet wurden. Im Innern sind bedeutende Fresken aus den Jahren 1320–1325 mit Darstellungen aus dem Leben Jesu erhalten, darin eine ungewöhnliche Szene, in der die fürsorgliche Mutter Maria ihr Kind Jesus, das eine Fibel trägt, offenbar zum ersten Schultag begleitet. Anfang des 16. Jahrhunderts kamen weitere Fresken im Bereich der Taufkapelle dazu. Sie zeigen die Heiligen Apollonia, Margareta und Ursula. 1555 wurden Nagold und damit die Remigiuskirche evangelisch. Ein zuvor mit der Kirche verbundenes Beginenhaus wurde geschlossen und die Fresken übermalt. Sie wurden erst 1880 wiederentdeckt und 1920 freigelegt. Nach umfassenden Renovierungsarbeiten wurde die Remigiuskirche 1965 wieder als Gemeindekirche in Gebrauch genommen. Alle Fenster entwarf damals der Fürstenberger Glaskünstler Emil Kiess: Die Chorfenster als ein „freudiger Anruf und Aufruf an die Gemeinde“, im Langhaus wenig getönte Gläser für größeren Lichteinfall und in der Taufkapelle farbkräftig die Wasserwellen und den Heiligen Geist.[35][36] Heute lässt eine moderne Beleuchtungsanlage sowohl die Fresken als auch den gesamten Innenraum der Kirche in stimmungsvollem Licht erscheinen.

- Stadtkirche: Die erste Stadtkirche, um 1360 als eine der Jungfrau Maria geweihte Kapelle innerhalb der Stadtmauern erbaut, 1401 erweitert, mit Turm und Chor versehen und vermutlich bald darauf zur Pfarrkirche erhoben, war im 19. Jahrhundert zu klein und baufällig geworden. Nach Fertigstellung der Johanneskirche wurde sie 1876/77 abgebrochen, wobei der „Alte Turm“ an der Ecke Marktstraße/Turmstraße erhalten blieb und heute als Wahrzeichen der Stadt Nagold dient. Charakteristisch ist die doppelte Laterne in seinem Helm. Der Grundriss der alten Kirche ist aus der Pflasterung des Fußgängerbereichs am Turmfuß ersichtlich. Als neue evangelische Stadtkirche wurde vom Stuttgarter Baudirektor Theodor von Landauer die Johanneskirche entworfen und 1870 bis 1874 auf Staatskosten erbaut.[37][38] Sie gilt architektonisch als Nachfolgebau der Stuttgarter Johanneskirche am Feuersee von Oberbaurat Christian Friedrich von Leins und zeigt im Vergleich mit anderen neugotischen Kirchen eigenständige architektonische Züge, die im Innern ein großzügiges Raumgefühl vermitteln. Die Innenerneuerung 1968–1970 beseitigte allerdings leider die meisten feinen neugotischen Elemente, sodass nur noch das Äußere dem ursprünglichen Plan entspricht.[39] Dies betraf bereits kurz nach dem Zweiten Weltkrieg die vom württembergischen König Karl 1874 gestifteten farbverglasten Chorfenster. Sie wurden nach und nach ersetzt durch modernere Glasgemälde von Adolf Valentin Saile: Glaube, Liebe und Hoffnung (1 Kor 13,13 LUT) sind als Farbendreiklang gestaltet: 1952 Chorfenster Mitte (Passion; roter Hauptton = Liebe Christi bis in den Tod), 1954 Chorfenster links (Weihnachten; blau = Treue Gottes und Glaube des Menschen) und 1969 Chorfenster rechts (Auferstehung, Pfingsten; grün = Hoffnung und Nachfolge). Der Turm des dreischiffigen Baus ist 60 Meter hoch und ragt – vor allem von unterhalb der Eingangstreppe gesehen – monumental in den Himmel hinauf. Die Architekten Panzer & Oberdörfer aus Tübingen besorgten 2006 die Innensanierung.

#### Pfrondorf
Die Nikolauskirche Pfrondorf entstand 1728 aus einer Wallfahrtskapelle von 1445, die den Chor der heutigen Kirche bildet, wo etwas erhöht die Orgel aufgestellt ist. Das Kirchenschiff ist zum Chor nicht achsensymmetrisch, da es nach Norden geweitet und dort außen mit einem gedeckten Emporenaufgang versehen wurde.

#### Schietingen
Die Nikolauskirche Schietingen wurde 1575 mit Westturm und geradem Raumabschluss im Osten als Saalkirche errichtet und 1782 umgebaut. Das Ostfenster ist in zarten Farbtönen und ungegenständlich bleiverglast.

#### Vollmaringen
- Das Bonhoeffer-Gemeindezentrum Vollmaringen wurde 2007 durch Umbau eines Lebensmittelladens zum Mittelpunkt und Gottesdienstraum der Kirchengemeinde.

### Katholische Kirchen
- St. Petrus und Paulus (Nagold)
- St. Remigius (Gündringen)
- St. Johannes der Täufer (Rohrdorf, seit 1556 Simultankirche von beiden Konfessionen, seit 1742 räumlich aufgeteilt)
- St. Georg (Vollmaringen)
- Die Londorfer Kapelle auf der Gemarkung Vollmaringen ist im Kern romanisch. Sie liegt zwischen den Gemeinden Iselshausen, Mötzingen und Vollmaringen in freier Landschaft und ist von einem Friedhof umgeben, der von der Vollmaringer Kirchengemeinde genutzt wird, und war früher die Kirche des abgegangenen Dorfes Londorf. Im westlichen Teil des Kirchenbaus haben sich noch Reste des romanischen Mauerwerks erhalten. Im 15. Jahrhundert wurde die Kapelle nach Osten verlängert und mit einem polygonalen Ostschluss versehen. In der Kapelle befindet sich ein spätgotisches Holzbildwerk und ein Steinkruzifixus von 1589.[41]

## Kultur und Sehenswürdigkeiten

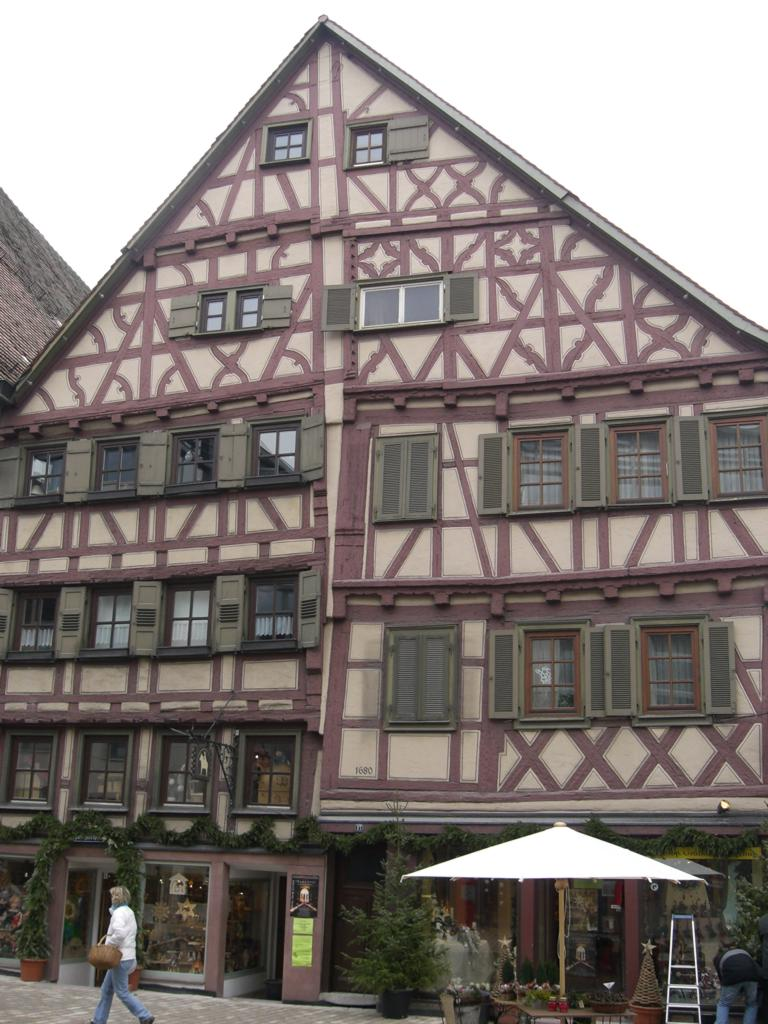
Fachwerkhaus in der Nagolder Marktstraße

### Theater
Theaterdarbietungen und andere Veranstaltungen in Nagold gibt es teilweise in der Stadthalle und vor allem im KUBUS im Burgcenter, einem mittelgroßen Tagungsort mit Fest- und Theatersaal. Ferner bietet die Alte Seminarturnhalle Räumlichkeiten vor allem für Kleinkunst, Kabarett und Musikveranstaltungen aller Art.

### Museen
Das Steinhaus in der Badgasse 3 ist das vermutlich älteste Nagolder Haus. Es beherbergt seit 1989 das Heimatmuseum der Stadt. Auf etwa 300 m² wird die Geschichte Nagolds und der Region bis in die Gegenwart in ständig wechselnden Ausstellungen dargestellt. Im Haus befindet sich neben dem Stadtarchiv auch die städtische Galerie mit dem Schwerpunkt Moderne Kunst.

### Musik
Die Stadt Nagold bietet sowohl für Zuhörer als auch für Musiker ein reichhaltiges Angebot, das aus Beiträgen der Schulen und der 1974 gegründeten Musikschule Nagold, dem Angebot der Vereine und der verschiedenen kirchenmusikalischen Gruppen besteht.
Das 1992 von Musikschuldirektor Florian Hummel gegründete Kammerorchester der Stadt Nagold, eine Kooperation von Otto-Hahn-Gymnasium und Musikschule, ist fester Bestandteil des jährlichen Musikkalenders. Es deckt mit seinem Repertoire Stilrichtungen von der Barockmusik bis zur heutigen Musik ab.
Daneben gibt es mit vielen Musik- und Gesangsvereinen (auch in den Teilorten) und der Stadtkapelle verschiedene Möglichkeiten, selbst aktiv zu werden.
Ergänzt wird das Angebot durch Kirchenmusik. Angeführt vom evangelischen Bezirkskantorat mit den Bezirkskantoren KMD Eva-Magdalena Ammer und KMD Peter Ammer, die auch die Evangelische Kantorei Nagold leiten, hat Kirchenmusik mit Posaunenchören und Gesangsgruppen in Nagold Tradition.
Gemeinsam sorgen Chöre, Ensembles usw. dafür, dass sich die Stadt Nagold mit der Musik als kulturelle Größe mit einem vollen Veranstaltungskalender etabliert hat.

### Bauwerke

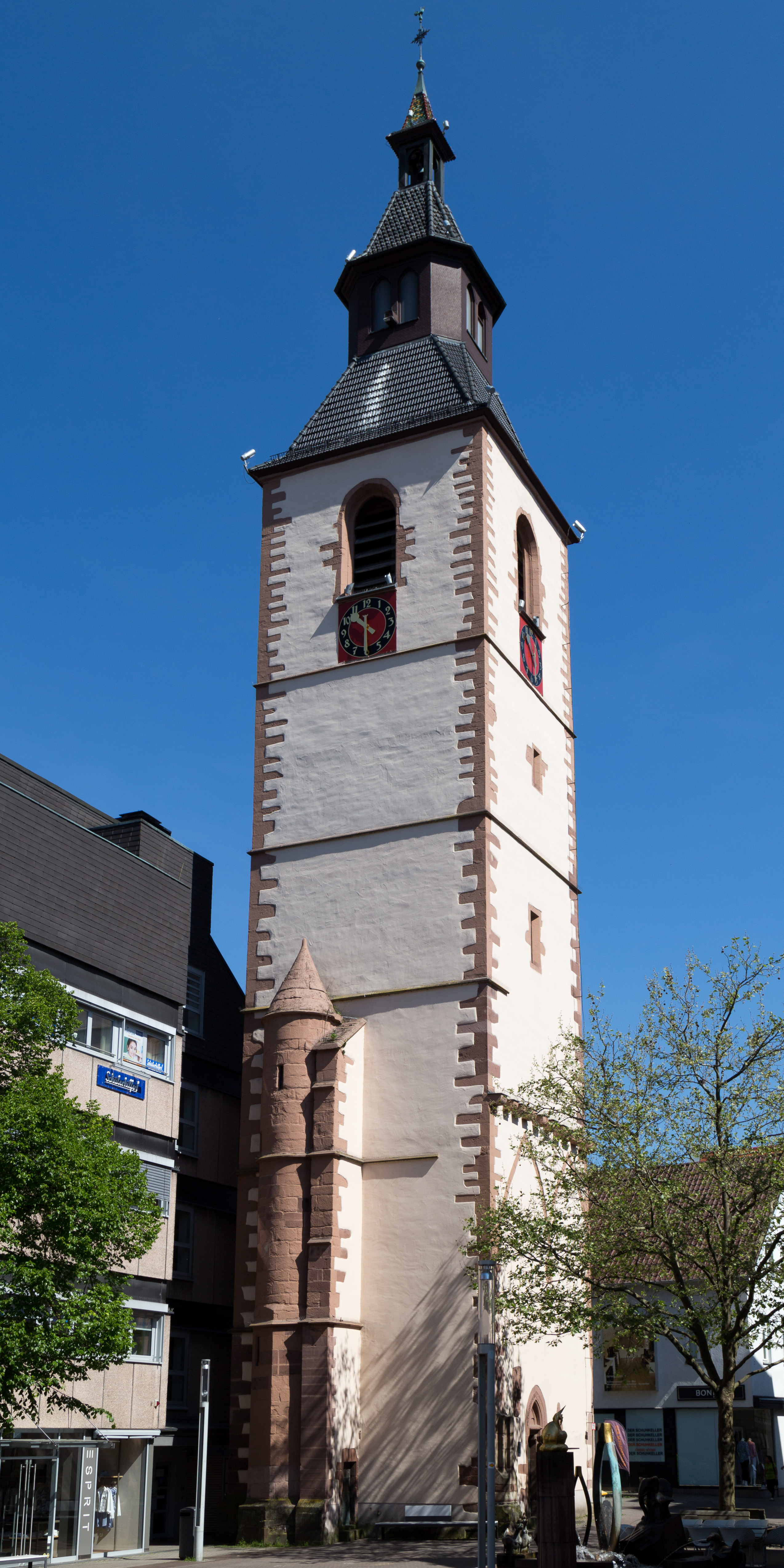
Alter Turm der ehemaligen Stadtkirche

Hoch über Nagold auf dem Schlossberg befindet sich die Ruine Hohennagold. Weitere beeindruckende Bauwerke sind der Alte Turm, das Wahrzeichen der Stadt, und der Nagolder Viadukt, eine Straßenüberführung über das Tal der Waldach. Am Fuße des Schlossbergs liegt der Krautbühl, der als keltischer Grabhügel aus dem 5. Jahrhundert v. Chr. datiert wird.
Weitere Sehenswürdigkeiten der Stadt sind das Steinhaus (Heimatmuseum), der Urschelbrunnen, das ehemalige Badhaus, das alte Oberamteigebäude, das Ludwig-Hofacker-Haus und die untere Marktstraße.

### Freizeit- und Sportanlagen
In Nagolder Stadtpark „Kleb“ gibt es ein großes Hallen- und Freibad („Badepark“) mit einer 5 m hohen Rutsche, einem Schwimmerbecken mit 5 m Sprungturm, Attraktionsbecken, Kinderbecken und Warmaußenbecken.

Weitere Freizeit- und Sportanlagen sind das Reinhold-Fleckenstein-Stadion, mehrere Basketballkörbe, ein Beachvolleyballfeld, ein Boulefeld sowie eine Freilufthalle mit Kunstrasenplatz. Außerdem gibt es auf dem Gelände der Landesgartenschau 2012 eine Minigolfanlage mit 18 Bahnen sowie einen Abenteuerspielplatz. Im Ortsteil Iselshausen beim Radwanderweg Heidelberg–Schwarzwald–Bodensee liegt ein Bacherlebnispfad. In der Umgebung der Stadt bestehen zahlreiche Rad- und Wanderwege, darunter den als Qualitätsweg zertifizierten „7-Berge-Weg“. Auf dem Eisberg entstand – am Rande der ehemaligen Eisbergkaserne – ein großer Hochseilgarten.
Die Krone Lichtspiele sind ein Kino mit zwei Sälen.

### Regelmäßige Veranstaltungen
Zu den regelmäßig stattfindenden Veranstaltungen gehören der Weihnachtsmarkt, der Urschelherbst sowie das Keltenfest. In der Adventszeit wird am Longwyplatz eine Eisbahn aufgebaut. In den 2000er-Jahren fand jährlich eine Silvesterparty auf dem Vorstadtplatz statt.

### Landesgartenschau Baden-Württemberg 2012
Vom 27. April bis zum 14. Oktober 2012 fand auf einer Fläche von 18 ha an drei Standorten in der Stadtmitte unter dem Motto „Grüne Urbanität“ die 24. Landesgartenschau Baden-Württemberg statt. Das Gartenschaugelände erstreckte sich auf den Stadtpark Kleb, den Krautbühlpark, eine neue Uferpromenade entlang der Waldach und den Riedbrunnenpark. Der innerstädtische Verlauf der Flüsse Nagold und Waldach wurde nach den 2013 preisgekrönten Plänen des Landschaftsarchitekten Stefan Fromm umgestaltet und zu einer urbanen Achse, der die neu- und umgestalteten Parks verbindet. Zentrales Thema während der Durchführung waren zwölf 14-täglich wechselnde Blumenschauen in der stillgelegten Anker-Brauerei. Mit über einer Million Besuchern wurden die Erwartungen weit übertroffen. Die Landesgartenschau wurde als Bürgerfest schließlich um eine Woche bis zum 14. Oktober verlängert.

## Persönlichkeiten

### Ehrenbürger
Die Stadt Nagold hat folgenden Personen das Ehrenbürgerrecht verliehen:
- Johann Georg Freihofer (1806–1877), Dekan
- Johann Georg Dieterle (1856–1948), Rektor des Lehrerseminars
- Hermann Maier (1884–1975), königlicher Schultheiß und Altbürgermeister von Nagold
- Wilhelm Harr (1875–1957), Fabrikant
- Alfred Teufel (1894–1985), Fabrikant
- Erwin Hespeler (1891–1978), Malermeister
- Eugen Breitling (1906–1980), Altbürgermeister von Nagold
- Jean-Paul Durieux (* 1929), Altbürgermeister der Partnerstadt Longwy
- Rainer Prewo (* 1945), Altoberbürgermeister von Nagold
- Jean-Marc Fournel (* 1958), Altbürgermeister von Longwy[59]
- Wolfgang Schäfer (* 1955), Rechtsanwalt[60]

### Söhne und Töchter der Stadt
- Johann Epp (* 1521), Rektor der Universität Tübingen
- Rudolf IV. von Sulz (1559–1620), Landgraf im Klettgau, Reichshofrichter zu Rottweil
- Johann Friedrich Groß (* 6. Mai 1732), Professor der Physik in Karlsruhe und Stuttgart
- Carl Friedrich Hofacker (1758–1824), evangelischer Theologe, Pfarrer und Dekan in Württemberg
- Gottlieb Heinrich Zeller (1794–1864), Apotheker und Botaniker
- Julius Keck (1869–1924), württembergischer Politiker
- Felix Schuster (1876–1950), Architekt
- Gustav Zimmermann (1882–1970), Bürgermeister von Tuttlingen
- Hermann Kapp (1898–1983), Landtagsabgeordneter der CDU in Baden-Württemberg
- Trudel Hardieck (1905–1990), Unternehmerin
- Karl Maier (1911–2000), Richter
- Georg Birk (1912–1991), Landtagsabgeordneter
- Hermann Raaf (1914–1993), Chemiker
- Hermann Eiselen (1926–2009), Ulmer Unternehmer und Mäzen
- Helmut Bätzner (1928–2010), Architekt
- Wolfgang Seeger (1929–2018), Neurochirurg und Professor
- Martin Brecht (1932–2021), Professor für Kirchengeschichte in Münster (Westfalen)
- Rolf Benz (1933–2025), Unternehmer
- Walter Mogg (1937–2021), Hochschullehrer und Politiker (SPD)
- Oswald Bayer (* 1939), Professor für Systematische Theologie in Tübingen
- Rudolf Rentschler (* 1940), Mathematiker und Politiker (FDP)
- Stefan Dörflinger (* 1948), Motorradrennfahrer
- Wolf Mutschler (* 1948), Chirurg, Hochschullehrer und Autor
- Silke Maier-Witt (* 1950), ehemaliges Mitglied der RAF
- Horst Schuler (* 1952), Künstler
- Ulrich Grosse (* 1953), Nahverkehrsberater
- Volker Schaible (* 1953), Restaurator
- Klaus Birk (* 1955), Schauspieler und Kabarettist
- Stefan Benz (* 1964), Chirurg und Krebsforscher
- Thomas Haller (* 1966), Kantor, Organist, Kirchenmusikdirektor
- Suse Lichtenberger (* 1975), Schauspielerin
- Andre Lux (* 1983), Comiczeichner (Egon Forever!)
- Sven Sökler (* 1984), ehem. Fußballspieler und aktiver Fußballtrainer
- Giovanni Atzeni (* 1985), Jockey
- Rieke Katz (* 1986), Jazzsängerin
- Miguel Klauß (* 1986), Politiker (AfD) (MdL seit 2021)
- Kevin Wahr (* 1989), Motorradrennfahrer
- Marcel Sökler (* 1991), Fußballspieler